# Castillo de Caserras (Bergadá)
El castillo de Caserras (en catalán: Castell de Casserres) fue un castillo del que quedan únicamente vestigios, está incluido como Bien Cultural de Interés Nacional, del municipio de Caserras (Bergadá). El nombre de Casserres viene del latín Castrum Serris, es decir, «Castillo de la Sierra», por tanto, parece evidente que tenía que haber un castillo, aunque en la actualidad no existe ningún edificio que tenga aspecto de castillo ni siquiera un muro que delate su existencia. Sin embargo, se trata de un castillo muy citado en la documentación, lo que prueba su importancia en tiempos anteriores. Además, no había habido únicamente un castillo, sino dos: un castrum inferiorem y un castrum superiorem. El primero estaría situado en la zona de San Pablo, en el acantilado sobre el arroyo de Clarà —actualmente sobre el pantano—; y el segundo se encontraría exactamente en el lugar donde hoy se alza el edificio del Ayuntamiento.

## Descripción

### Castrum inferiorem
El lugar de su emplazamiento es conocido como el Castellot y se encuentra sobre el arroyo de Clarà, en la parte sur del acantilado donde está la iglesia de San Pablo y a unos 100 metros de ella, en una zona de bosque. El lugar también se conoce como Serrat del castillo o Serrat del moro.
Los restos conservados de la fortificación medieval se adaptan a los accidentes del terreno y se encuentran en dos niveles: la cima del asiento es una piedra situado en el extremo del acantilado, sobre el que está el agujero de un silo y dos paños de muro hechos con pequeños sillares, mientras en la terraza inferior la superficie ocupada es mayor y aparece delimitada por un muro de 10 metros de largo, hecho con sillares grandes y bien escuadrados. También son visibles algunos agujeros de poste y muros derribados, probablemente objeto de expolio.

### Castrum superiorem
Este era propiamente el Castrum Serris que encontramos en la documentación. Su ubicación era exactamente donde se encuentra el actual edificio del Ayuntamiento. Estaba levantado directamente sobre la roca natural. Por este motivo, durante la última reforma y ampliación de las dependencias municipales y la colocación del ascensor no se detectó ningún resto antigua del posible castillo, ya que no hay posibilidad de acumulación de sedimentos arqueológicos. La parte más antigua que se conserva es un arco apuntado de piedra, gótico.

## Historia
La primera referencia documental de un castillo data del año 798, cuando Ludovico Pío encargó al conde Borrell, conquistar y organizar la zona con el fin de establecer una línea de fortificación que tendría como puntales Cardona, Casserres y Osona. Desde esta fecha y hasta el siglo XIV se encuentran múltiples referencias al castillo de Cassrras. Posteriormente, hay que suponer que el castillo se encontraba en un avanzado estado de degradación. Un documento del 1347 habla de un castrum inferiorem y un castrum superiorem, es decir, dos castillos.